# مسمار (الصومعة)

تعديل مصدري - تعديل

مسمار هي إحدى قرى عزلة ال سعيد بمديرية الصومعة التابعة لمحافظة البيضاء، بلغ تعداد سكانها 154 نسمة حسب تعداد اليمن لعام 2004.